# Helmut Wilhelm Ganser

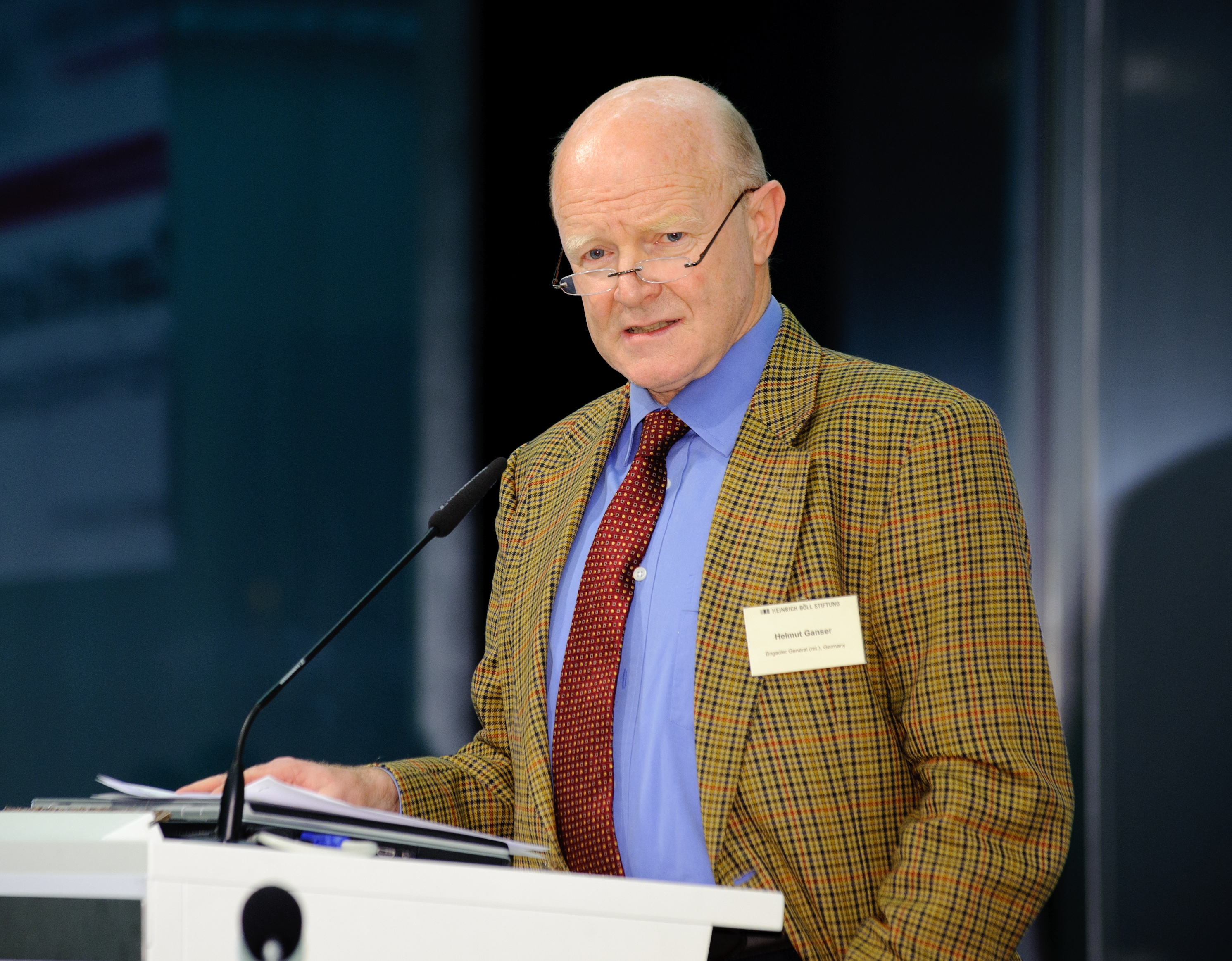
Helmut W. Ganser, 2010

Helmut W. Ganser (* 15. Dezember 1948 in Densborn) ist ein deutscher Brigadegeneral außer Dienst des Heeres der Bundeswehr.

## Leben
Ganser wuchs ab 1951 in Gerolstein auf. Er trat nach dem Abitur 1967 am St.-Matthias-Gymnasium in Gerolstein am 3. Juli 1967 beim schweren Fernmeldebataillon 767 in Gerolstein als Offizieranwärter des Truppendienstes in die Bundeswehr ein und absolvierte von 1967 bis 1972 die Offizierausbildung zum Offizier der Fernmeldetruppe an der Fernmeldeschule des Heeres, der Heeresoffizierschule III in München und der Heeresoffizierschule I in Hannover. 1991 wurde er Berufssoldat. Von 1972 bis 1974 war er Zugführer im Fernmeldebataillon 1 in Hannover und von 1974 bis 1977 Jugendoffizier im Stab der 1. Panzerdivision in Hannover. Von 1977 bis 1983 studierte er Psychologie und Politikwissenschaft an der Universität Hamburg und schloss das Studium als Diplom-Psychologe und Diplom-Politologe ab.
Von 1985 bis 1987 absolvierte Ganser den 28. Generalstabslehrgang Heer an der Führungsakademie der Bundeswehr in Hamburg, wo er zum Offizier im Generalstabsdienst ausgebildet wurde. Danach wurde er G4 und G3 der Panzergrenadierbrigade 17 in Hamburg und von 1989 bis 1990 G3 op des III. Korps in der Boelcke-Kaserne in Koblenz. Von 1990 bis 1992 war er Bataillonskommandeur des Fernmeldebataillons 310 in Koblenz und von 1992 bis 1995 Referent für Rüstungskontrolle/OSZE im Führungsstab der Streitkräfte (Fü S) III 4 im Bundesministerium der Verteidigung auf der Hardthöhe in Bonn. Während dieser Zeit war er u. a. als Militärberater in den Friedensverhandlungen der OSZE-Minsk-Gruppe zwischen Armenien und Aserbaidschan zur Lösung des Bergkarabachkonflikts tätig. Anschließend war er von 1995 bis 1999 im Dienstgrad Oberst militärischer Berater und Dienstältester Offizier in der Ständigen Vertretung der Bundesrepublik Deutschland bei den Vereinten Nationen in New York in den Vereinigten Staaten, von 1999 bis 2001 Dozent für Sicherheitspolitik und Strategie an der Führungsakademie der Bundeswehr in Hamburg und von 2001 bis 2004 stellvertretender Stabsabteilungsleiter Fü S III (Militärpolitik und Rüstungskontrolle) sowie Sonderbeauftragter Zusammenarbeit Ost im Bundesministerium der Verteidigung im Bendlerblock in Berlin. Ab dem 1. Oktober 2004 war er Abteilungsleiter II der Deutschen Militärischen Vertreter bei der NATO in Brüssel in Belgien. 2004 wurde er zum Brigadegeneral befördert.
Im Oktober 2008 wurde Ganser in den Ruhestand versetzt. Er arbeitet seitdem als Publizist zu sicherheitspolitischen Fragen.
Ganser ist verheiratet, römisch-katholischen Glaubens und hat drei Töchter.

## Veröffentlichungen
- 1980: Technokraten in Uniform. Die innere Krise der Bundeswehr, Rowohlt Verlag, ISBN 978-3-499-14525-4 (Herausgeber)
- 2000: Sicherheitspolitische Risiken und Strategien im 21. Jahrhundert und europäische Handlungsfähigkeit (zusammen mit Herbert Kraus), Führungsakademie der Bundeswehr, Direktor Lehre